# فيليكس هيل
فيليكس هيل (بالألمانية: Felix Hell)‏ هو عازف الأرغن ألماني، ولد في 14 سبتمبر 1985 في فرانكنتال في ألمانيا.

## وصلات خارجية
- فيليكس هيل على موقع ميوزك برينز (الإنجليزية)
- فيليكس هيل على موقع أول ميوزيك (الإنجليزية)
- فيليكس هيل على موقع ديسكوغز (الإنجليزية)